# Fritz Müller (biolog)
Johann Friedrich Theodor Müller, Fritz Müller (ur. 31 marca 1821 w Widischholzhausen (dziś przedmieście Erfurtu), zm. 21 maja 1897 w Blumenau, Brazylia) – niemiecki biolog, jeden z pierwszych darwinistów. 
Od 1852 mieszkał i działał w Brazylii. Jego prace cenił sam Darwin twierdząc, że niektóre kwestie opracował dokładniej niż on. Müller opublikował liczne prace na temat embriologii, morfologii, systematyki i ewolucji motyli i innych owadów. Dowiódł, że wzajemne upodobnienie osobników różnych gatunków motyli żyjących na tym samym obszarze może mieć charakter adaptatywny, a naśladowanie jednego wzorca jest korzystne dla wszystkich gatunków. Dowiódł tego matematycznie – jest to jeden z pierwszych przykładów zastosowania matematyki w biologii.